# شگرد ته‌رسید
یک شگرد ته‌رسید انگلیسی: method stub) یا به صورت ساده‌تر ته‌رسید انگلیسی: stub) در توسعه نرم‌افزار یک قطعه کد است که از آن در «جایگزین شدن با» یک عملکرد برنامه‌نویسی دیگر استفاده می‌شود. یک ته‌رسید می‌تواند عملکرد کد موجود را شبیه‌سازی کند (مثل یک رویه روی یک ماشین راه دور؛ که به این شگردها ماک (به انگلیسی: mocks) گفته می‌شود) یا یک جایگزین موقت برای کد تا کنون توسعه نیافته باشد. بنابراین ته‌رسیدها در انتقال نرم‌افزار، رایانش توزیع‌شده و نیز توسعه کلی نرم‌افزار و تست‌کردن مفید هستند.

## مثال
در شبه‌کد زیر یک مثال از یک ته‌رسید آمده است:
```
 temperature = ThermometerRead(Outside)
 if temperature> 40 then
     print "It is hot!"
 end if

 function ThermometerRead(Source insideOrOutside)
     return 28
 end function

```

شبه‌کد بالا از تابع ThermometerRead استفاده می‌کند، که دارد «دما» را برمی‌گرداند. در حالی که ThermometerRead برای خواندن یک وسیله سخت‌افزاری درنظر گرفته شده است، این تابع تا الان شامل کد مورد لزوم نیست؛ بنابراین ThermometerRead در اساس هیچ فرایندی را شبیه‌سازی نمی‌کند، اما هنوز یک مقدار قانونی بازمی‌گرداند، این موضوع به برنامه اصلی اجازه می‌دهد تا حداقل به صورت جزئی آزمون و تست گردد. اگر چه این تابع پارامتری از نوع Source را می‌پذیرد، که این پارامتر تعیین می‌کند که آیا «دمای درون» یا «دمای بیرون» را ما نیاز داریم، اما از مقدار از واقعی داده‌شده توسط صدا زننده در منطق خود استفاده نمی‌کند (آرگومان insideOrOutside).